# Carretera Central (Cuba)
La Carretera Central è la strada principale di Cuba. Attraversa l'isola per tutta la sua lunghezza congiungendo la provincia di Pinar del Río con quella di Guantanamo e coprendo circa 1250 chilometri di distanza.
A partire dalla capitale si divide in due rami: quello occidentale, che termina nella municipalità di San Juan y Martínez, e quello orientale, che arriva fino a Baracoa.

## Storia
La Carretera Central è stata una delle opere più importanti realizzate dal regime di Gerardo Machado. Appena nominato presidente egli commissionò un piano per la realizzazione di strade nell'isola e il 15 luglio 1925 il piano venne presentato al Congresso cubano e approvato. Il contratto di realizzazione fu affidato per il 30% alla Associated Cuban Contractors Inc. e per il resto alla statunitense Warren Brothers Company.
La costruzione iniziò nel maggio del 1927 e costò più di 75 milioni di dollari. I lavori terminarono il 24 febbraio 1931 e ancora oggi la Carretera Central è la più importante arteria viaria del Paese.

## Caratteristiche
La strada è a doppio senso con un'unica corsia per senso di marcia.